# Kampong Thom
Kampong Thom (tiếng Việt: Công-pông Thom, tiếng Khmer: កំពង់ធំ) là một tỉnh của Campuchia. Tỉnh lỵ là Kampong Thom, vùng đất này còn được gọi là Hải Đông trong lịch sử Việt Nam thời kỳ nhà Nguyễn.
Tỉnh được chia ra 8 huyện:
- 0601 Baray
- 0602 Kampong Svay
- 0603 Stueng Saen
- 0604 Prasat Balangk
- 0605 Prasat Sambour
- 0606 Sandaan
- 0607 Santuk
- 0608 Stoung